# 関東鉄道キハ310形気動車
関東鉄道キハ310形気動車（かんとうてつどうキハ310がたきどうしゃ）は、関東鉄道にかつて在籍していた通勤型気動車である。
国鉄キハ10系気動車を譲り受けた車両で、車歴も引き継いでいるが、実際には全ての車両が車体を新造した上で運用へ投入されており、実質的には「主要な機器を車体付で購入した」という意味合いが強い。8両が製造されたが、1996年（平成8年）に2両が廃車された。
2017年5月27日には「乗り納め!?キハ313・314号満喫乗車会」というイベントが行われ、取手方から314＋313＋318＋317＋007という5両編成での運転が行われた。
2019年には キハ318-317号が休車になっており、2022年現在は車両基地の南側に同じく休車の キハ008-007 キハ006-005号と並んで留置されている。
また、2022年3月のダイヤ改正によりキハ0形・キハ310形の平日ダイヤでの運行が激減し、日によっては走らない場合がある。

## 車両概説
本節では、登場当時の仕様を記述する。
キハ310形は全長20,100 mmの全金属製車体で、全幅は2,880 mmである。種車となったキハ10系との新旧番号対照については、巻末の車両一覧を参照。
正面は貫通扉付正面3枚窓で、キハ600形と同様のデザインである。乗降口は片側に両開き扉を3箇所配置し、室内側にはステップはないが緩やかなスロープとなっている。車内の座席配置はロングシートである。連結面側の貫通路には貫通幌は設置されておらず、扉には「非常用通路」のステッカーが貼られている。
走行用機関は、種車となったキハ10系が搭載していたDMH17B形ディーゼルエンジンをそのまま使用した。台車についても種車が装備していたDT19形（動力台車）・TR49形（付随台車）であるが、キハ318については種車となったキハ17 173が国鉄時代に台車をDT22形（動力台車）・TR51形（付随台車）に交換していたため、そのまま使用している。

## 運用

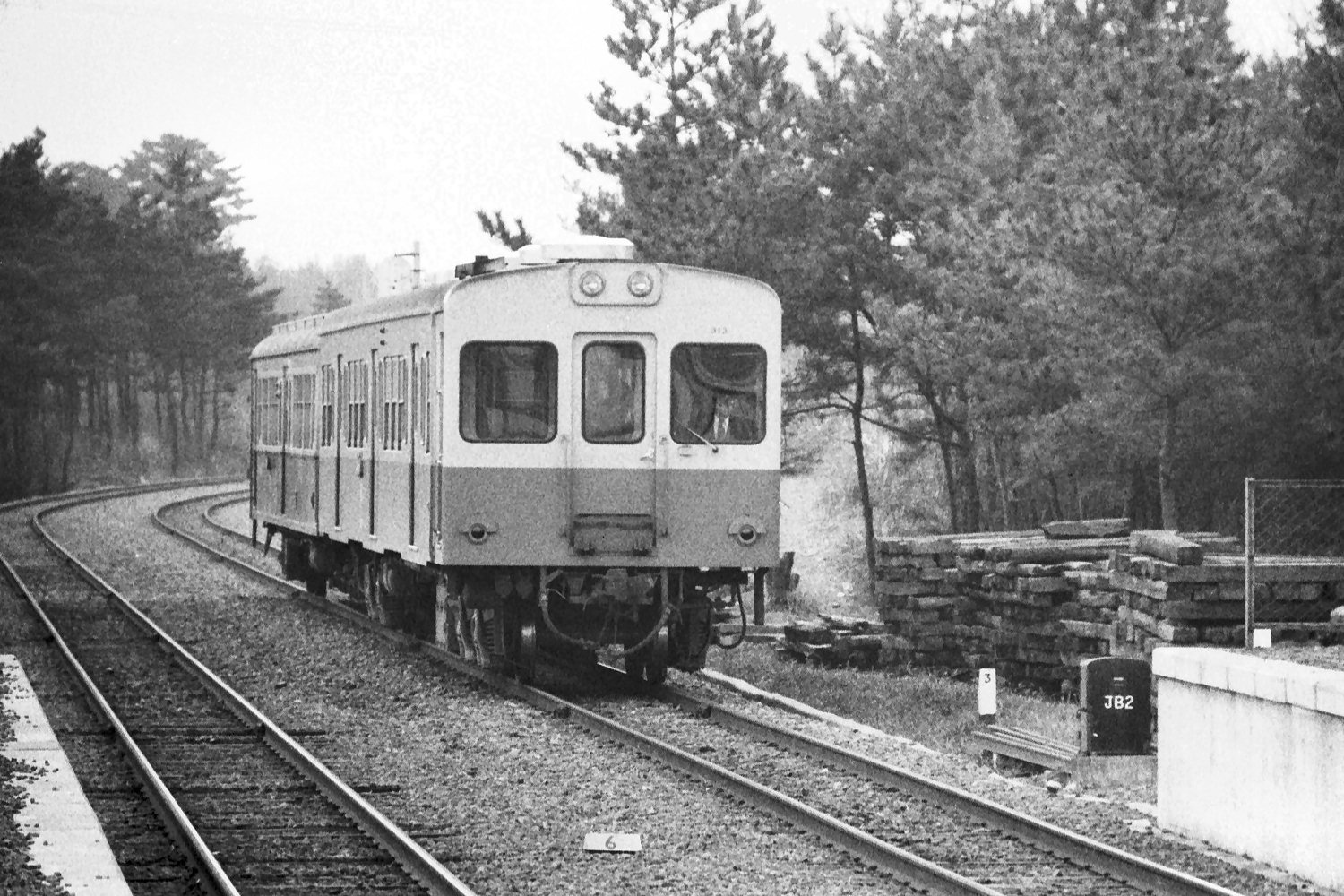
落成直後のキハ313（1978年3月撮影 寺原駅付近）

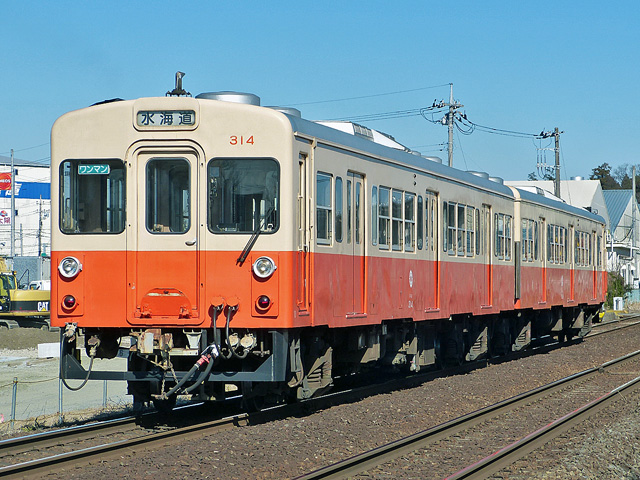
関東鉄道キハ310形リバイバル塗装車

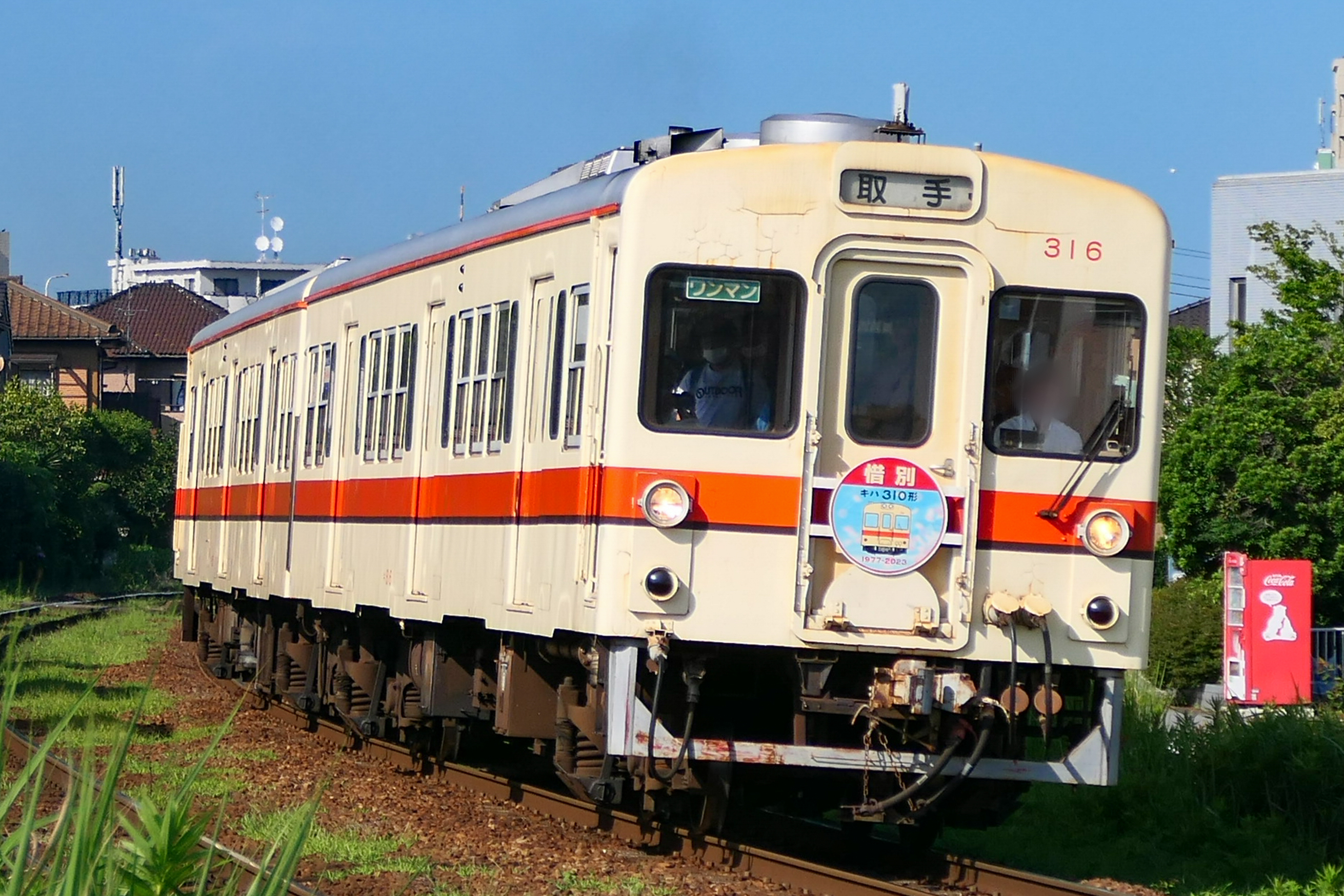
引退に伴いヘッドマークが取り付けられたキハ315-316

1977年（昭和52年）1月にキハ311・キハ312が大栄車輌で改造後に運用を開始した。その後、同年6月には新潟鐵工所で4両が改造され、さらに1979年（昭和54年）4月に新潟鐵工所製の2両が入線した。

キハ318以外は台車に国鉄キハ10系の印象を残していたが、1983年（昭和58年）にはキハ318を除く7両について、DT19形台車からDT22形台車へ、TR49形台車はTR51形台車への交換が行なわれた。この結果、外観上は国鉄キハ10系の印象が全く見られなくなり、同時にゴムばね特有の乗り心地も解消された。
その後、キハ2100形が増備されたことに伴い、キハ311・キハ312は1996年（平成8年）3月31日付で廃車となった。その後の冷房化および機関更新工事の際、行先方向幕の設置とそれに伴う前照灯の移設、貫通幌の設置、側扉の交換が実施されたことによって、現在ではキハ0形との差異はほとんど見られなくなっている。
リバイバル塗装を施されていたキハ313・314は、2017年（平成29年）5月27日の「乗り納め!?満喫乗車会」をもって運用を離脱しており、2019年（平成31年）2月16日の「キハ313・314号さよなら撮影会」をもって廃車となった。
残るキハ315・316号も2023年7月12日をもって定期運行を終了。
同年7月15、16日催行の「キハ315・316号さよなら乗車・撮影会」をもって廃車となった

## 車両一覧
- 国鉄キハ17 23→関東鉄道キハ311[11]
- 国鉄キハ17 24→関東鉄道キハ312[11]
- 国鉄キハ16 4→関東鉄道キハ313[11]
- 国鉄キハ16 94→関東鉄道キハ314[11]
- 国鉄キハ17 171→関東鉄道キハ315[11]
- 国鉄キハ17 187→関東鉄道キハ316[11]
- 国鉄キハ16 6→関東鉄道キハ317[11]
- 国鉄キハ17 173→関東鉄道キハ318[11]